# 莱波拉诺
莱波拉诺（義大利語：Leporano），是意大利塔兰托省的一个市镇。总面积15.1平方公里，人口7674人，人口密度508.2人/平方公里（2009年）。ISTAT代码为073010。